# Evia
 "Euboea" omdirigeres hertil. For anden betydning, se Euboea (regional enhed).
Evia (græsk: Εύβοια Évia, oldgræsk: Εὔβοια Eúboia, tidligere Euboia) er den næststørste af de græske øer efter Kreta. Den ligger  tæt på det græske fastland og er adskilt af Eviabugten. Den er 175 km lang og seks til 45 km bred. Øen strækker sig fra nordvest til sydøst og er gennemskåret af en bjergkæde, der fortsætter syd for Evia som øerne Andros, Tinos og Mykonos.